# Слика тела
Слика тела  или слика о телу (енгл. body image) је скуп доживљаја, мисли и осећања везаних за сопствено тело. Она обухвата две компоненте — компоненту перцепције и компоненту процене и ставова у односу на своје тело.  Из компоненте процене проистичу мисли, ставови и осећања везани за сопствено тело.
Слика о сопственом телу може бити позитивна и негативна. Позитивна слика тела повезана је са здравим односом према исхрани и физичкој активности код адолесцената, као и са добрим менталним здрављем. Насупрот томе, негативна слика тела нпр. код адолесцената носи ризик за неправилну исхрану и физичку активност, ниско самопоштовање, развој депресивности и поремећаја исхране.
Значајно је да лекари буду упознати са значајем слике тела за дравље и благостање пацијента, како би рано препознали негативну слику тела и последице које из ње произилазе и на време пружили адекватну помоћ и подршку. У склопу овога јако је важно и да педијатри, у сарадњи са родитељима или породицом од раног узраста раде на развијању позитивне слике тела код деце и адолесцената. 

## Опште информације
Слика тела је сопствени доживљај о себи када се гледамо у огледало или како себе замишљамо, а дефинише се као мисли, перцепције и ставови о физичком изгледу. А ти ставови се могу манифестовати кроз то:
- Како доживљавамо свој изглед (укључујући наша сећања, претпоставке и уопштавање чињеница).
- Какве сазнања имамо о свом телу, укључујући  висину, облик и тежину.
- Како осећамо и контролишете своје тело док се крећемо Како физички доживљававамо или осећамо своје тело.

Многи од нас стичу сазнања о сопственом телу у раној доби, што може довести до позитивне или негативне слике о телу. Имати здраву слику о телу важан је део менталног благостања и превенције поремећаја у исхрани.
Позитивна слика тела је јасна, она је права перцепција облика тела; гледајући различите делове тела каквим јесу. Позитивна слика тиела (или задовољство телом) укључује осећај удобности и самопоуздања у сопствено тело, и омогућава прихватање природног облика и величине тела,и препознавање физичког изглед, који врло мало говори о властитом карактеру и сопственим вредностима као личности.

## Перцепција и процене сопственог тела
Перцепције
Компонента перцепције је ментална слика коју стварамо о изгледу и величини свог тела - оно како „у глави“ видимо своје тело. Перцепција може бити у складу са
стварним изгледом нашег тела или може бити нереална — „искривљена”.
Процене свог тела
Компонента процена свог тела подразумева поређење са замишљеним идеалом (представом о томе како би наше тело требало да изгледа да би било идеално) и поређење слике свог тела са изгледом других.

## Фактори који утичу на слику тела и незадовољство телом
Индекс телесне ухрањености и слика тела
Иако је већи индекс телесне масе (ИТМ) повезан са лошијом сликом тела и депресивним симптомима, И мада су истраживања Каролин Сатер указала су на то да ИТМ није био значајан независан предиктор сниженог доживљаја личне вредности и виктимизације од вршњака код адолесцената узраста 10 до 16 година (7), у другим животим периодима незадовољство изгледом тела и ИТМ је често значајан предиктор сниженог доживљаја личне вредности и виктимизације од околине, која затим додатно снижава доживљај личне вредности. Овај ефекат је израженији код девојака него код мушкараца. Мада резултати истраживања указују да негативна осећања о свом телу нису штетна само за доживљај свог тела већ и негативно утичу на то како их други доживљавају и како се понашају према њима, или макар утичу на то како особа   незадовољна својим телом доживљавају понашање других.
Породица и слика тела
Родитељи могу значајно да утичу на формирање позитивне или негативне слике тела код своје деце у детињству у адолесценцији кроз коментаре о њиховом изгледу и
облику као и личним односом према исхрани, физичкој активности и личним ставом према сосптвеном телу. Задиркивање због изгледа од родитеља, браће и сестара је предиктор незадовољства телом код адолесцената.
Медији и слика тела
И поред тога што су традиционални медији у широкој употреби, све више се користе “нови” медији, пре свега интернет (Фејсбук, Инстаграм, Твитер), на коме су све популарнији сајтови о моди, лепоти и познатим личностима, посебно међу младим женама него модни часописи.
На интернету постоје многи сајтови који одржавају и промовишу стереотипне идеале о женској лепоти. Анализа садржаја реклама на сајтовима посебно оним намењеним младима утврдила је да  већина прихвата фигуре женског пола, које су младе, витке и привлачне. Све то је повезано са интернализацијом на интернету витког идеала, па многе особе праве поређење свог изгледа са другима, и често исказују незадовољства изгледом и теже ка виткости. Под утицајем ових садржаја младе жене које користе интернет имају веће шансе да развију поремећај у вези са узимањем хране.
Адолесценти који проводе више времена на социјалним мрежама и чешће проверавају свој профил на Фејсбуку чешће истражују своје тело, значајнији им је идеал витког тела, чешће пореде свој изглед са другима, а адолесценткиње су незадовољније својом тежином, чешће имају поремећај у вези са узимањем хране. Нека истраживања указују да „дељење“ великог броја фотографија на фејсбуку повећава вероватноћу да ће особа доживљај сопствене вредности заснивати на изгледу и да ће интернализација витког идеала бити израженија.
Такозвана „социјална нега” (гледање, лајковање” и давање коментара о фотографијама и статусима других фејсбук корисника) повезана је са тежњом ка виткости и упоређивањем свог изгледа са другима.
Истраживање спроведено у Холандији је показало да је чешћа употреба друштвених мрежа 18 месеци касније предиктор повећаног инвестирања у изглед, незадовољства изгледом и и жеље за козметском хирургијом. Такође је значајно да иако је чешћа употреба друштвених мрежа била предиктор незадовољства телом,  али почетно незадовољство телом није било предиктор употребе друштвених мрежа. Ова истраживања су дала прелиминарне резултате

## Последице негативне слике тела
Негативна слика тела и исхрана
Незадовољство телом се повезује са читавим спектром нездравих понашања везаних за узимање хране, као што је преједање, изазивање повраћања држање дијета као и са настанком поремећаја исхране у ужем смислу. 
Негативна слика тела и понашања везана за здравље
Незадовољство телом може да мотивише неке особе да се подвргну непотребним козметским процедурама или хируршким захватима. Незадовољство телом и потцењивање величине свог тела неке појединце може да подстакне на употребу анаболика и других средстава за повећање мишићне масе. 
Негативна слика тела, психосоцијални проблеми и поремећаји менталног здравља
Негативна слика о телу повезана је са ниским самопоштовањем и поремећајима расположења, а ниско самопоштвање и негативна слика тела су фактори ризика за настанак депресије, анксиозности и поремећаја исхране.
Негативна слика тела и физичка активност
Слика тела може да утиче на анагажовање у физичкој активности или на њено избегавање. Неке особе незадовољство изгледом свог тела може да подстакне на физичку активност, друге може да спречи да се баве спортским активностима јер не желе да их други виде у спортској одећи, а треће да мотивише на претерану физичку активност и исцрпљивање, како би смањили или одржали ниску телесну масу.